# 斯维特拉娜·波瓦利亚耶娃
斯维特拉娜·瓦迪米芙娜·波瓦利亚耶娃（烏克蘭語：Світлана Вадимівна Поваляєва；1974年3月20日—），乌克兰作家、诗人、记者及社会活动家。

## 生平
波瓦利亚耶娃1974年3月20日出生于基辅。先后就读于读于国立第71中学、基辅大学新闻学院。曾在STB电视台和“新”电视频道、《PІK》杂志以及ForUm网络报工作。之后在“第五频道”的《重要时刻》节目中担任记者。
波瓦利亚耶娃写有系列童话《嗡隆魔法师》(Вррум-чарівник) 和《嗡隆在规则爪下》(Вррум в лабетах Правил) 。著有书籍《城市掘尸》(Ексгумація міста)、《以血代偿》(Замість крові)、《折纸布鲁斯》(Орігамі-блюз)、《西牟鸟》(Сімург)、《口红迷彩》(Камуфляж в помаді)、《天空是死者的厨房》(Небо — кухня мертвих)。2018年，她出版了第一本诗集《克里米亚之后》（Після Криму）。
育有两子：瓦西里·拉图什内（Василь Ратушний, 1996年3月13日—2025年2月27日) 和罗曼·拉图什内（Роман Ратушний）, 1997年7月5日—2022年6月8日)，他们均在俄乌战争中阵亡。

## 作品

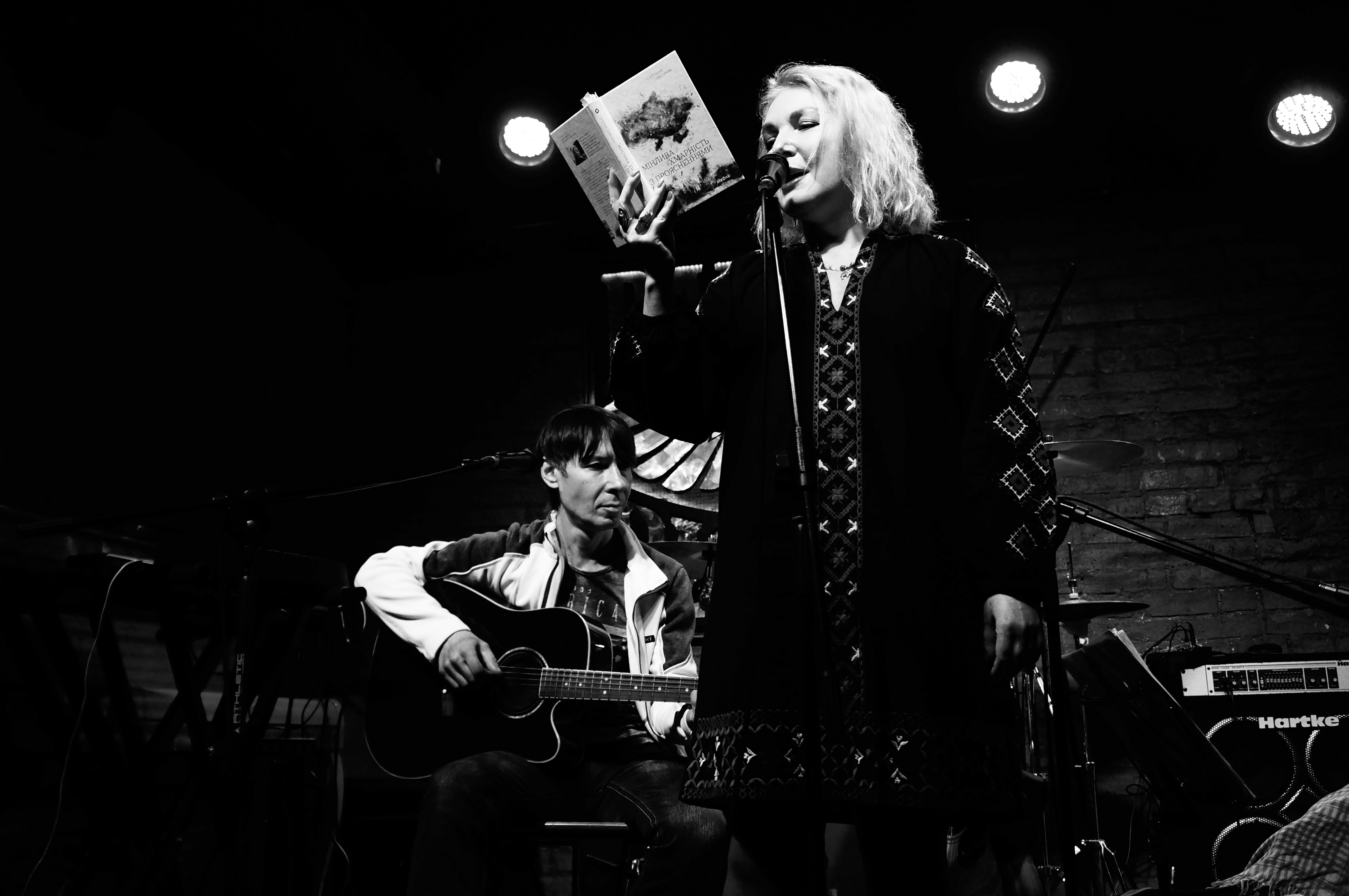
波瓦利亚耶娃在慈善音乐会“为了头盔”（БФ СВОЇ）上朗读诗集《多云转晴》(Мінлива хмарність з проясненнями)中的诗歌（2023年2月10日）

- 《城市掘尸》(Ексгумація міста) (2003)
- 《以血代偿》(Замість крові) (2003)
- 《折纸布鲁斯》(Орігамі-блюз) (2005)
- 《西牟鸟》(Сімург) (2006)
- 《口红迷彩》(Камуфляж в помаді) (2006)
- 《嗡隆魔法师》(Вррум-чарівник)，儿童读物 (基辅: Грані-Т 出版社, 2007)
- 《幽灵：天空是死者的厨房》(Лярви. Небо — кухня мертвих) (2007)
- 《在线中阴界》(БАРДО online) (2009)
- 《十日谈：过去十年间的十位乌克兰小说家》[3] (Декамерон. 10 українських прозаїків останніх десяти років) (2010)
- 《克里米亚之后》(Після Криму) (利沃夫: 老狮出版社(Видавництво Старого Лева), 2018)
- 《多云转晴》(Мінлива хмарність з проясненнями) (Віхола 出版社, 2022)

## 评价
波瓦利亚耶娃被称为少数几位能够顺应这个信息过载的时代，创作出引人入胜的文学作品的当代女作家之一。
科斯蒂·邦达连科（Кость Бондаренко）这样评价斯维特拉娜·波瓦利亚耶娃的作品：“波瓦利亚耶娃的文本并非矫揉造作。它们相当自然。她并非用这种语言写作来显摆……这是她的思维方式和表达方式。这就是她自己。她相当矛盾且多变。她的文本也是如此。……斯维特拉娜刻意避免乌克兰文学中常见的缺陷。她的文本是现代且都市化的。她在日常生活中不接受乡土观念——因此，在她的书页中也找不到这种乡土气。”